# موسا بالبیساینا
موسا بالبیسایِنا (به انگلیسی: Musa balbisiana) یا موز بالبیسایِنا (گرچه منظور از موز، میوهٔ موز نیست بلکه سردهٔ موز یا همان موسا است) گونه‌ای از موز وحشی واقع در شرق آسیای جنوبی، شمال آسیای جنوب شرقی و جنوب چین است. این گونه و گونهٔ موسا اِکیومِناتا از اجداد موز کشت مدرن‌اند. موسا بالبیسایِنا برای اولین بار توسط گیاه‌شناس ایتالیایی لوییجی اَلویِشیز کالا در سال ۱۸۲۰ تشریح شد.